# Evropský hokejový pohár 1967/1968
3. ročník hokejového turnaje European Cupu.Vítězem turnaje se stala ZKL Brno.

## 1. kolo
- CWKS Legia Warszawa (Polsko) - HC Ässät Pori (Finsko) 3:6, 1:6
- Gladsaxe SF (Dánsko) - Vålerenga IF (Norsko) 1:12, 1:15 (obě utkání v Gladsaxe)
- Düsseldorfer EG (NSR) - HC Chamonix (Francie) 8:2, 8:3 (obě utkání v Düsseldorfu)
- CSKA Červeno zname Sofija (Bulharsko) - HK Jesenice (Jugoslávie) 3:5, 3:8
- Klagenfurter AC (Rakousko) - Ferencvárosi TC Budapest (Maďarsko) 6:2, 4:3
- EHC Kloten (Švýcarsko) - SG Cortina Rex (Itálie) SG Cortina Rex odstoupila

## 2. kolo
- HC Ässät Pori - Vålerenga IF 7:2, 8:3 (obě utkání v Pori)
- Düsseldorfer EG - HK Jesenice 4:4, 3:7
- Brynäs IF (Švédsko) - SC Dynamo Berlin (NDR) 4:3, 3:4 (SN 0:2)
- EHC Kloten - Klagenfurter AC 4:6, 0:5 kontumačně (Kloten odvetu vzdal)

## 3. kolo
- HK Jesenice - Klagenfurter AC 1:3, 6:5
- SC Dynamo Berlin - HC Ässät Pori 5:0, 3:6

## Semifinále
- Klagenfurter AC - TJ ZKL Brno 5:6 (0:4,3:1,2:1) 19. ledna 1968 (obě utkání v Klagenfurtu)
- Klagenfurter AC - TJ ZKL Brno 5:5 (1:2,0:2,4:1) 21. ledna
- SC Dynamo Berlin - ASD Dukla Jihlava 1:5 (0:1,1:1,0:3) 29. března
- ASD Dukla Jihlava - SC Dynamo Berlin 5:4 (2:0,2:3,1:1) 31. března

## Finále
(3. a 6. dubna 1968)
- ASD Dukla Jihlava - TJ ZKL Brno 0:3 (0:1,0:1,0:1) 3. dubna
- TJ ZKL Brno - ASD Dukla Jihlava 3:3 (0:1,1:1,2:1) 6. dubna - Toto utkání v Brně vyvrcholilo hromadnou rvačkou. Hráči v obou utkáních odseděli na trestné lavici celkem 147 minut (Jiřík a Suchý do konce utkání, Šmíd a Kepák 10 minut, Potsch, Winkler a Jiří Holík 5 minut).